# Liste der Träger des Ehrenzeichens des Landes Tirol
In dieser Liste sind Träger des Ehrenzeichens des Landes Tirol angeführt. Die Kurzbemerkung nach dem Namen soll den Grund beziehungsweise die Funktion der Person am beziehungsweise vor dem Verleihungstag, dem 20. Februar, ersichtlich machen.
Die Einträge sind nach dem Verleihungsjahr sortiert, innerhalb des Jahres alphabetisch. Es werden nur vollständige Jahrgänge aufgenommen.
| Inhaltsverzeichnis: 1958 \| 2001 \| 2004 \| 2005 \| 2006 \| 2007 \| 2008 \| 2009 \| 2010 \| 2011 \| 2012 \| 2013 \| 2014 \| 2015 \| 2016 \| 2017 \| 2018 \| 2019 \| 2020 \| 2022 \| 2023 \| 2024 \| Siehe auch \| Fußnoten \| Weblinks |

## 1958
- Josef Ascher, Bürgermeister, Brandenberg
- Urban Draxl, Provikar und Prälat
- Ludwig Ficker, Professor
- Josef Fink, Nationalrat
- Carmella Flöck, Angestellte
- Josef Gänsinger, Landtagsabgeordneter und AK-Präsident
- Hans Gamper, Landesrat
- Franz Gschnitzer, Staatssekretär
- Alois Heinz, Landesrat
- Rudolf Hermanny-Miksch, General
- Franz Hüttenberger, Landeshauptmannstellvertreter
- Franz Kranebitter, Nationalrat
- Anton Mayr, Landeshauptmannstellvertreter
- Anton Mühlbacher, Betriebsobmann Montanwerke Brixlegg
- Josef Muigg, Landtagsabgeordneter und Landeslandwirtschaftskammer-Präsident
- Ernst Neuhauser, Präsident der Post- und Telegraphendirektion
- Vinzenz Oberhammer, Kustos
- Adele Obermayr, Bundesrätin
- Wilhelm Öhm, Landessekretär i. R. des ÖGB
- Alois Pompanin, ehem. Generalvikar und Dompropst Brixen
- Stefan Sauerkrenn, Knappschaftsältester Magnesitwerke Tux
- Heinrich Schaidreiter, Altbundesrat
- Angelus Scheiber, Altbundesobmann
- Raimund Stoll, Landesamtsdirektor a. D.
- Karl Tinzl, Abgeordneter zur römischen Kammer
- Oswald Trapp, Landeskonservator

## 2001
- Lois Craffonara, Ladiner-Forscher, Buneck
- Peter Fritsch, Vorstand der Univ.-Klinik für Dermatologie, Innsbruck
- Josef Gelmi, Ordinarius für Kirchengeschichte, Kirchenhistoriker, Brixen
- Magdalena Hörmann, Landes-Expertin für bildende Kunst, Innsbruck
- Hansjörg Jäger, Präsident der Wirtschaftskammer Tirol, Innsbruck
- Bernhard Johannes, Präsident des Südtiroler Industriellenverbandes, Meran
- Alois Kothgasser, Bischof von Innsbruck
- Monika Lami, Galeristin, Zams
- Helmut Mayr, Vorstandsdirektor a. D. der Tiwag
- Jos Pirkner, Bildhauer, Tristach
- Anton Pletzer, Unternehmer, Hopfgarten i. Br.
- Helga Stabentheiner, Leiterin des Notburgaheimes Innsbruck

## 2002
- Hermann Girstmair, Kommunalpolitiker in Innsbruck
- Ilse Abka-Prandstetter, Künstlerin

## 2004
- Maria Luise Fischer, Meran
- Gertrud Fussenegger, Leonding/Linz
- Ludwig Hoffmann von Rumerstein, Großkomtur, Innsbruck
- Bruno Hosp, Landesrat, Klobenstein am Ritten
- Helmut Kopp, Bürgermeister Telfs
- Peter Pernthaler, Innsbruck
- Josef Propst, Mils
- Christoph von Sternbach, Gais
- Rudolf Warzilek, Abgeordneten zum Tiroler Landtag a. D., Natters
- Ilsedore Wieser, Innsbruck
- Anselm Zeller OSB, Fiecht
- Franz Fischler, Absam

## 2005
- Otto Dapunt
- Gerhard Flora
- Ander Amonn, Präsident der Südtiroler Amonn-Gruppe
- Walter Guggenberger, Abgeordneter zum Nationalrat und Tiroler Landtag a. D.
- Wilfriede Hribar, Abgeordnete zum Tiroler Landtag a. D.
- Emil Juen, Kammeramtsdirektor der Ärztekammer für Tirol i. R.
- Andreas Khol, Präsident des Nationalrates
- Anna Maria Maurberger, Provinzoberin der Barmherzigen Schwestern in Bozen
- Herbert Paulmichl, jahrzehntelanger Organist und Domkapellmeister in Bozen
- Johannes Graf Trapp, Begründer der international renommierten Churburger Wirtschaftsgespräche

## 2006
- Ferdinand Eberle, Landeshauptmannstellvertreter
- Konrad Streiter, Landesrat
- Christa Gangl, Soziallandesrätin
- Herbert Prock, Tiroler Landeshauptmannstellvertreter
- Siegfried Dillersberger, 3. Nationalratspräsident
- Helmut Pechlaner, Direktor des Schönbrunner Tiergartens
- Johann Felder, Seniorchef von Felder Maschinenbau in Hall
- Hans Grunicke, Gründungsrektor der Medizinuniversität
- Helmut Gschnell, Geschäftsführer von Würth Italien
- Maria Gerlinde Kätzler, Generaloberin der Barmherzigen Schwestern in Zams
- Karl Oberhauser, Südtiroler Landesrat
- Franz von Walther, Koordinator des RAI-Senders in Bozen

## 2007
- Pia Regina Auer, Generaloberin der Kongregation der Barmherzigen Schwestern zum Hl. Vinzenz in Innsbruck
- Fritz Dinkhauser, Präsident der Arbeiterkammer Tirol
- German Erd, Abt des Zisterzienserstiftes Stams
- Esther Fritsch, Präsidentin der Israelitischen Kultusgemeinde für Tirol und Vorarlberg
- Sebastian Mitterer, Landesrat a. D. für Bildung und Generationen
- Franz Pirchner, Hochschulprofessor für Tierzucht in Wien und München
- Heinrich Psaier, Obmann des Südtiroler Kinderdorfes
- Georg Josef Riedel, Geschäftsführer der Riedel Tiroler Glashütte GesmbH
- Manfred Scheuer, Diözesanbischof von Innsbruck
- Michael Seeber, Präsident des Verwaltungsrates der Firmen Leitner und Seeste Bau
- Helga von Aufschnaiter-Straudi, Präsidentin des Südtiroler Künstlerbundes

## 2008
- Franz Alber, Meran, Landesrat a. D.
- Leo Gomig, Lienz
- Hartmann Hinterhuber, Vorstand der Innsbrucker Universitätsklinik für Psychiatrie, Bruneck
- Ingeborg Hochmair-Desoyer, Axams
- Heinrich Klier, Vorstandsvorsitzender der Wintersport Tirol AG, Zirl
- Pius Lässer, Innsbruck
- Traudl Oberrauch, Mitinhaberin der Oberrauch-Unternehmen, Bozen
- Werner Plunger, Direktor der Tiroler Wirtschaftskammer, Innsbruck
- Christian Poley, Kitzbühel
- Erich Scheiber, Obergurgl
- Hertha Tuba, Innsbruck
- Hanspeter Zobl, Innsbruck

## 2009
- Martha Ambach, ehemalige Direktorin der Mittelschule Kaltern
- Günther Berghofer, Seniorchef der Adler-Werk Lackfabrik
- Werner Frick, Landesrat a. D. der Südtiroler Landesregierung
- Zeno Giacomuzzi, früherer Präsident der Südtiroler Volksbank
- Jutta Höpfel, Präsidentin des Freundeskreises der Innsbrucker Festwochen der Alten Musik
- Hans Lindenberger, Landesrat a. D. der Tiroler Landesregierung
- Josef Matzneller, Diözesanadministrator der Diözese Bozen-Brixen
- Oswald Mayr, geschäftsführender Gesellschafter der Montavit GmbH
- Heinrich Scherfler, ehemaliger Vorstandsvorsitzender der Sandoz GmbH
- Elisabeth Zanon, Landeshauptmannstellvertreterin a. D. der Tiroler Landesregierung

## 2010
- Karl Golser, Bischof
- Maria Niederstätter, Vorstandsvorsitzende der Baufirma Niederstätter
- Adolf Auckenthaler, Generaldirektor a. D. der Südtiroler Landesverwaltung
- Karl Handl, Geschäftsführer der Handl Tyrol GmbH
- Helga Broschek, Mitbegründerin und Gesellschafterin der Gebro G. Broschek KG
- Franz Caramelle, Landeskonservator von Tirol im Ruhestand
- Erwin Koler, Landesrat außer Dienst
- Helga Machne, Nationalrätin a. D.
- Klaus Madritsch, Landtagsabgeordneter a. D.
- Inge Partl, Obfrau des Vereins „Rettet das Kind“
- Hubert Rauch, Gemeindeverbandspräsident a. D.
- Inge Welzig, Geschäftsführerin des Tierheimes Mentlberg

## 2011
- Albine Auer, Innsbruck
- Marina Baldauf, Innsbruck
- Günther Bonn, Zirl
- Peter Habeler, Innsbruck
- Klaus Leistner, Innsbruck
- Brigitte Mazohl-Wallnig, Götzens
- Peter Ortner, Bozen
- Hans Maximilian Reisch, Kufstein
- Hans-Heinrich Srbik, Ehrwald
- Georg Franz Untergaßmair, Neustift
- Ferdinand Willeit, Sarnthein
- Hans Winkler, Pharmakologe, Innsbruck

## 2012
- Andreas Braun, Geschäftsführer der Swarovski Kristallwelten, früherer Direktor der Tirol Werbung sowie ehemaliger ORF-Stiftungsrat
- Karl Gabl, ehemaliger Leiter der Wetterdienststelle Innsbruck
- Norbert Hölzl, langjähriger Redakteur im ORF-Landesstudio Tirol und Verfasser zahlreicher geschichtlicher und volkskundlicher Veröffentlichungen
- Tobias Moretti, Schauspieler
- Josef Reinstadler, früherer ARBÖ-Präsident
- Herbert Sausgruber, Vorarlberger Alt-Landeshauptmann
- Sonja Huber, Unternehmerin
- Maria Clarina Mätzler, langjährige Direktorin des katholischen Oberstufengymnasiums in Innsbruck
- Michl Ebner, Handelskammerpräsident
- Inga Hosp, Buchautorin
- Gerhard Brandstätter, Rechtsanwalt
- Astrid Haas, Journalistin

## 2013
- Rainer Blatt, Inzing
- Lorenzo Dellai, Trento
- Marianne Hengl, Axams
- Julian Hadschieff, Wien
- Ulrich Ladurner (Unternehmer), Meran
- Elmar Peintner, Imst
- Otto Sarnthein, Trins
- Urban Stillhard, Bozen
- Gerda Werner, St. Anton am Arlberg
- Ernst Wunderbaldinger, Innsbruck

## 2014
- Hannes Gschwentner, Thaur, Landeshauptmann-Stv. a. D.
- Josef Alois Haueis, Zams
- Hansi Hinterseer, Kitzbühel
- Sabina Kasslatter Mur, Barbian, Landesrätin a. D.
- Ivo Muser, Bozen
- Otmar Pachinger, Innsbruck
- Karl Franz Pichler, Algund
- Franz Senfter, Innichen
- Midi Seyrling, Seefeld in Tirol
- Anton Steixner, Mutters, Landeshauptmann-Stv. a. D.
- George Tinzl, Pfalzen
- Waltraud Wegscheider, Innsbruck

## 2015
- Doris Daum-Hörtnagl, Unternehmerin, Innsbruck, geboren 1943
- Gertrud Gänsbacher Calenzani, Gründerin des Vereins AEB „Arbeitskreis Eltern Behinderter“, Birchabruck, geboren 1940
- Christoph Huber, Forscher für Tumorimmunologie und Stammzelltransplantation, Innsbruck, geboren 1944
- Eva Lichtenberger, Ehemaliges Mitglied des Europäischen Parlaments, Nationalrätin a. D., Landesrätin a. D., Hall in Tirol, geboren 1954
- Christoph Pan, Südtiroler Volksgruppen-Institut, Klobenstein, geboren 1938
- Franz Posch, Volksmusiker, Hall in Tirol, geboren 1953
- Eugen Sprenger, ehemaliger Vizebürgermeister der Stadt Innsbruck, Innsbruck, geboren 1943
- Ulrich von Toggenburg, Präsident der Südtiroler Vinzenzgemeinschaft, Bozen, geboren 1948
- Rudolf Wach, Bildhauer und Zeichner, Thaur, geboren 1934
- Karl Winkler, Gründer der Lebenshilfe Tirol, Axams, geboren 1939

## 2016
- Rut Bernardi, Sprachwissenschaftlerin
- Franz Lackner, Erzbischof von Salzburg
- Monika Lechleitner, ärztliche Direktorin des Landeskrankenhauses Hochzirl-Natters
- Eva Lind, Opernsängerin
- Klaus Lugger, Geschäftsführer Neue Heimat Tirol
- Tilmann Märk, Rektor der Universität Innsbruck
- Reinhard Neumayr, Präsident des Tiroler Landesverbandes des Roten Kreuzes
- Hildegunde Piza, ehemalige Vorständin der Universitätsklinik für plastische und Wiederherstellungschirurgie in Innsbruck
- Paul Renner, Fundamentaltheologie- und Religionswissenschafts-Professor
- Luis Vonmetz, ehemaliger Vorsitzender des Alpenvereins Südtirol
- Ida Wander, Landesdirektorin der Wiener Städtische Versicherung AG in Tirol
- Josef Wolsegger, Kirchenrektor der Spitalskirche in Innsbruck[1]

## 2017
- Michael Forcher, Historiker, Innsbruck, Publizist und Gründer des Haymon Verlages, geboren 1941
- Ingeborg Freudenthaler, Hatting, Geschäftsführerin der Freudenthaler GmbH & Co. KG, geboren 1956
- Margarethe Hochleitner, Schwaz, Fachärztin für Innere Medizin am Landeskrankenhaus Universitätskliniken Innsbruck, Professorin für Gendermedizin sowie Direktorin des Frauengesundheitsbüros, geboren 1950
- Ernst Jäger, Götzens, ehemaliger Generalvikar sowie Diözesanadministrator der Diözese Innsbruck, geboren 1943
- Josef Kreuzer, Bozen (* 1938, † 15. Januar 2017), Richter, Vorstandsmitglied des Südtiroler Künstlerbundes, des Südtiroler Kulturinstitutes und der Landesbibliothek Dr. Friedrich Teßmann
- Elisabeth Pfattner, Meran, Ärztin der Palliativmedizin, Vorstandsmitglied des Fördervereins „Light for Africa“ zur Betreuung von Projekten zur medizinischen Versorgung und Bildung von Kindern und Jugendlichen, geboren 1948
- Otto Plattner, Igls, Hotelier, langjähriger Eigentümer des Hotels Europa in Innsbruck, Ehrenpräsident der Original Tiroler Kaiserjägermusik und Förderer der Tiroler Tradition, geboren 1928
- Georg Rammlmair, Primar der Anästhesieabteilung und Intensivmedizin des Krankenhauses Brixen sowie ehemaliger Präsident des Südtiroler Weißen Kreuzes
- Christian Ruetz, Axams, Geschäftsführer der Bäckerei Ruetz, Gründer und Obmann des gemeinnützigen Sozialvereins „Die Brotbruderschaft“, geboren 1954
- Gabriele Schiessling, Innsbruck, Politikerin, ehemalige SPÖ-Frauensprecherin im Tiroler Landtag und Landtagsvizepräsidentin, Vizepräsidentin der Österreichischen Krebshilfe Tirol, geboren 1962
- Reinhard Schretter, Vils, Geschäftsführender Gesellschafter der Schretter & Cie. in Vils, ehemaliger Präsident der Industriellenvereinigung Tirol sowie Förderer des Ehrenamts in Tirol, geboren 1955
- Franziska Weinberger, Innsbruck, Kunsthistorikerin, international renommierte Kuratorin und Mentorin der zeitgenössischen Kunst in Tirol, geboren 1953
- Eva Schlegel, Wien, Künstlerin, Kommissarin des österreich-Pavillons bei der Biennale in Venedig, ehemalige Professorin für Kunst und Fotografie an der Akademie der bildenden Künste, geboren 1960

## 2018
- Gregor Bloéb, Schauspieler
- Jakob Bürgler, Bischofsvikar der Diözese Innsbruck
- Margit Fliri-Sabbatini, Präsidentin Jugendgericht Bozen a. D.
- Günther Gastl, Direktor Innere Medizin Innsbruck
- Elisabeth Grassmayr, Seniorchefin Glockengießerei Grassmayr
- Hermann Hotter, Ehrenpräsident Tiroler Kameradschaftsbund
- Aldo Mazza, Gründer und Leiter Verlag Edizioni alphabeta
- Herlinde Menardi, Direktorin des Tiroler Volkskunstmuseums a. D.
- Georg Rammlmair, ehemaliger Präsident des Weißen Kreuzes
- Johanna Schwab, Mutterhaus der Barmherzigen Schwestern
- Marianne Stöger, Lepra-Krankenschwester in Südkorea
- Josef Stricker, Geistlicher Assistent des Katholischen Verbandes der Werktätigen in Südtirol[2]

## 2019
- Herbert Bauer, Militärkommandant von Tirol a. D.
- Jürgen Bodenseer, Präsident der Wirtschaftskammer Tirol a. D.
- Karl Gruber, Denkmalpfleger und Restaurator von Sakralen Bauten
- Monika Hauser, Förderin von zahlreichen Sozialprojekten, Geschäftsführerin von „medica mondiale“
- Katharina Horngacher, Landesbäuerin, ehemalige Landtagsabgeordnete und Nationalrätin
- Helmut Krieghofer, Landesdirektor des ORF-Landesstudios Tirol a. D.
- Josef Liener, Landesamtsdirektor im Amt der Tiroler Landesregierung a. D.
- Carina Schiestl-Swarovski, Unternehmerin und Förderin der Tiroler Wirtschaft; „Familienfreundliche Arbeitsplatzgestaltung“
- Luis Stefan Stecher, Dichter, Maler und Erhalter der Südtiroler Linguistik
- Emmerich Steinwender, ehemaliger Landeskommandant des Bundes der Tiroler Schützenkompanien
- Pauline Thorer, Generaloberin der Barmherzigen Schwestern vom Hl. Vinzenz von Paul
- Barbara Zitterbart, Geschäftsführerin der Firma Daka GmbH; Förderin von Sozialprojekten

## 2020
- Helmut Bodner,[3] Bauunternehmer aus Kufstein
- Gerhard Friedle
- Elisabeth Gasser-Oberkofler, Vorsitzende des Pfarrgemeinderates der Dompfarre Bozen
- Evelyn Haim-Swarovski, Grande Dame des Dressurreitens vom Schindlhof in Fritzens
- Barbara Juen, Mitbegründerin des Kriseninterventionsteams Tirol und fachliche Leiterin der Psychosozialen Dienste des Österreichischen Roten Kreuzes
- Arnaldo Loner, Rechtsanwalt aus Bozen
- Wilfried Stauder, Aufsichtsratsvorsitzender der Hypo Tirol Bank
- Irene Vieider, frühere Landesmusikschuldirektorin
- Leopold Wedl
- Hildegard Wittlinger,[3] Wegbereiterin der manuellen Lymphdrainage vom Therapiezentrum Walchsee

## 2022
- Josef Aschbacher, Generaldirektor der Europäischen Weltraumagentur
- Hans Bodner, Unternehmer
- Hermann Glettler, Bischof der Diözese Innsbruck
- Lilli Gruber, Autorin und Journalistin
- Franz Hitzl, Sprecher des Traditionsforum Tirol
- Paula Kofler, Mitinitiatorin des Sozialsprengels Oberes Gericht
- Evelyn Mages, Geschäftsführerin der Servicestelle Basis Außerfern
- Elisabeth Medicus, Direktorin der Tiroler Hospiz-Gemeinschaft
- Reinhold Messner, Extrembergsteiger, Autor und Museumsgründer
- Georg Schärmer, Direktor der Caritas Tirol
- Marta Schreieck, Architektin
- Joseph Zoderer, Schriftsteller

## 2023
- Sabine Eccel, Leiterin des VinziMarktes Bozen[4]
- Angelika Falkner, Geschäftsführerin des Hotels „Das Central“ in Sölden
- Josef Fauster, Obmann des Verbandes Südtiroler Musikkapellen
- Oswald Gredler, Obmann des Landestrachtenverbandes Tirol
- Norbert Gstrein Schriftsteller
- Brigitte Loderbauer, Leiterin der Oberstaatsanwaltschaft Innsbruck
- Hubert Messner, Primararzt für Neonatologie am Krankenhaus Bozen
- Ursula Moser, Professorin an der Universität Innsbruck
- Maria Prean, Gründerin von „Vision für Afrika“ und Autorin christlicher Schriften
- Barbara Schett-Eagle, Profisportlerin und TV-Moderatorin
- Artur Wechselberger, Präsident der Tiroler und Österreichischen Ärztekammer
- Peter Zoller, Professor an der Universität Innsbruck

## 2024
- Angelika Stampfl, Präsidentin der Aktiven Eltern von Menschen mit Behinderung VfG (AEB)[5][6]
- Konrad Bergmeister, Vorstand der Brenner Basistunnel (BBT) SE von 2006 bis 2019 und Präsident der Freien Universität Bozen von 2010 bis 2018
- Giovanni Salghetti Drioli, stellvertretender Generaldirektor i. R. der Südtiroler Landesverwaltung und Bürgermeister von Bozen von 1995 bis 2005.
- Herbert Ebenbichler, Ehrenobmann des Blasmusikverbandes Tirol
- Andreas Ermacora, Präsident des Österreichischen Alpenvereines von 2013 bis 2023
- Ingrid Felipe, Landeshauptmannstellvertreterin von 2013 bis 2022
- Balthasar Hauser, Stanglwirt in Going am Wilden Kaiser
- Christine Ljubanovic, in Zams geborene und in Paris lebende Künstlerin
- Beate Palfrader, Landesrätin von 2008 bis 2022
- Franz Pegger, Obmann des Vereines Tiroler Landesmuseum Ferdinandeum
- Maria Luise Prean-Bruni (Ehrenzeichen 2023), Gründerin von „Vision für Afrika“ und Autorin christlicher Schriften
- Peter Zoller (Ehrenzeichen 2023), emeritierter Professor für Quantenphysik der Universität Innsbruck
- Patrizia Zoller-Frischauf, Landesrätin von 2008 bis 2021